# Königshof Treffen
Der Königshof Treffen beinhaltete die Region rund um den Ossiacher See.

## Geographie
Die Grenzen des Königshofs werden wie folgt beschrieben: im Norden die beiden Seen im Tal über Afritz nach Puch im Drautal bis zur Stadtbrücke in Villach, von dort zum Dürenbach (Zauchenbach bei Wernberg) über die Ossiacher Tauern zum roten Felsen (Tiffner Grenzkreuz) über die Gerlitzen nach Arriach und Wöllan, wo sich der Kreis am Feldsee wieder schließt.

## Geschichte
Am 9. September 878 übergab Ludwig der Deutsche laut Urkunde dem Bischof Adalwin den Königshof Treffen. Der Karolinger König Karlmann schenkte 878 dem bayerischen Kloster Ötting den Königshof Treffen. 1007 gelangte ein erheblicher Teil des Königshofs an den Grafen Ozzius, der das Benediktiner-Stift Ossiach gründete. Das Stift entwickelte sich zu einem kirchlichen und kulturellen Zentrum der Region. Die Mönche des Stiftes bauten rund um den Ossiacher See in Stöcklweingarten und in Poitschach Wein an. Das Kloster wurde schließlich im Jahr 1783 auf Befehl von Kaiser Joseph II. aufgelöst.